# 勒凯拉尔
勒凯拉尔（法語：Le Cailar，法語發音：[lə kɛlaʁ]）是法国加尔省的一个市镇，位于该省西南部，属于尼姆区。

## 地理
勒凯拉尔（43°40'33"N, 4°14'10"E）面积30.01 平方千米，位于法国奧克西塔尼大區加尔省，该省份为法国南部沿海省份，南端濒地中海，北起顺时针与阿尔代什省、沃克吕兹省、罗讷河口省、埃罗省、阿韦龙省和洛泽尔省接壤。
与勒凯拉尔接壤的市镇（或旧市镇、城区）包括：艾格维沃、艾马尔格、科多尼昂、圣洛朗代古兹、沃韦尔、韦尔热兹、韦斯特里克和康迪亚克。

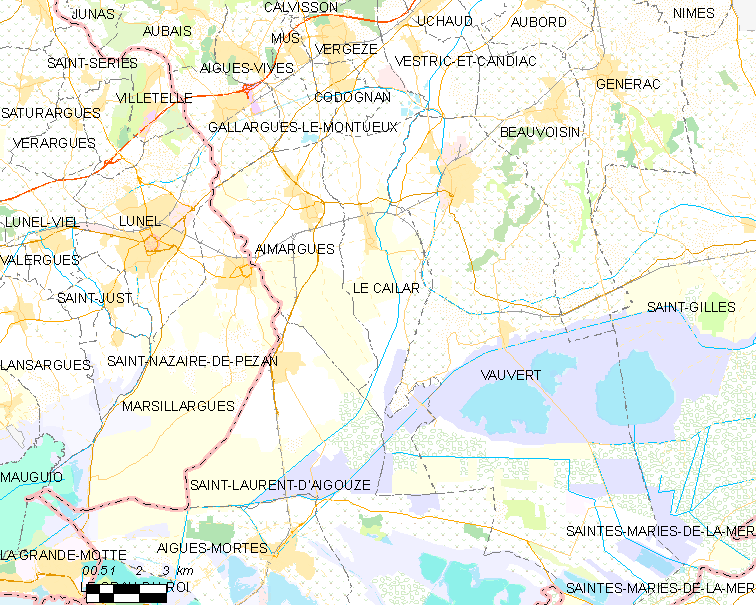
勒凯拉尔的OSM定位图

勒凯拉尔的时区为UTC+01:00、UTC+02:00（夏令时）。

## 行政
勒凯拉尔的邮政编码为30740，INSEE市镇编码为30059。

## 政治
勒凯拉尔所属的省级选区为艾格莫尔特县。

## 人口

1962-2008年间勒凯拉尔人口变化图示

勒凯拉尔于2022年1月1日时的人口数量为2566人。